# Edward Burleson
Edward Burleson (Contea di Buncombe, 15 dicembre 1798 – Austin, 26 dicembre 1851) è stato un politico e generale statunitense.

## Biografia
Egli è stato vicepresidente del Texas, combatté nella guerra del 1812 e divenne, nell'ottobre del 1835, tenente colonnello dell'esercito del Texas dove il suo superiore in grado era il celebre Stephen Fuller Austin. Combatté con lui per ottenere l'indipendenza del Texas, vincendo battaglie come l'assedio di Bexar.
Diventò poi colonnello e partecipò alla battaglia di San Jacinto, diventando in seguito generale. Durante il mandato di vicepresidenza servì Sam Houston. Partecipò alle elezioni come presidente del Texas nel 1844, ma fu sconfitto da Anson Jones.

## Riconoscimenti
La Contea di Burleson è stata chiamata così in suo onore.
| Controllo di autorità | VIAF (EN) 22942722 · ISNI (EN) 0000 0000 2844 9898 · CERL cnp00545906 · LCCN (EN) n91025136 · GND (DE) 119048515 |